# Cattedrale di Besançon
La cattedrale metropolitana di San Giovanni (in francese Cathédrale Métropolitaine Saint-Jean) è il principale luogo di culto cattolico di Besançon, capoluogo della Borgogna-Franca Contea, e sede vescovile dell'omonima arcidiocesi.
Dedicata a San Giovanni evangelista, fu costruita per l'imperatore Carlomagno nel IX secolo, poi ricostruita nell'XI e nel XVIII secolo, ed è dedicata all'apostolo ed evangelista San Giovanni. Nel 1877 è stata insignita del titolo di Basilica minore.
Dal 1875 è monumento storico di Francia.

## Storia

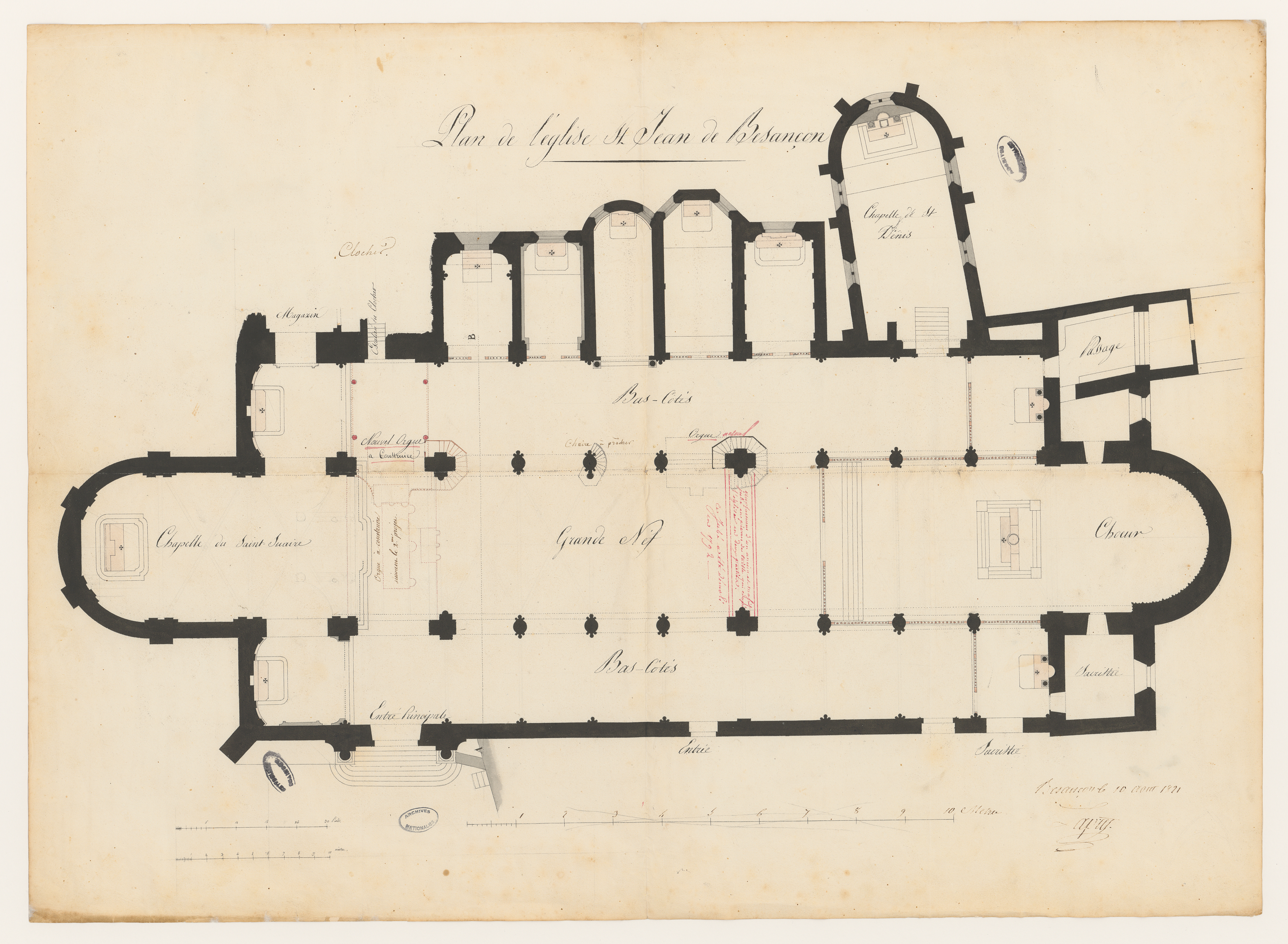
Pianta

La cattedrale è situata ai piedi del monte Saint-Étienne e della cittadella di Besançon, dietro la Porta Nera della città gallo-romana di fronte all'arcivescovado di Besançon, sulla via che sale alla cittadella stessa su un declivio a forte pendenza.
Avrebbe dovuto essere finita mentre Carlomagno era ancora vivente ma è stata ultimata solo alla sua morte (814).
L'arcivescovo Ugo I di Salins fece ricostruire la cattedrale tra il 1127 e il 1161, cambiandone l'orientamento per poterla allungare senza tagliare la strada che sale alla cittadella.
Papa Eugenio III (papa dal 1145 al 1153) la consacrò prima che fosse terminata.
Nel XVIII secolo furono intrapresi importanti lavori di restauro e ricostruzione, a causa di uno smottamento di terreno che ne aveva distrutto le parti occidentali.
Dal 1857 al 1860 l'arcivescovo Mathieu fece realizzare l'orologio astronomico di Besançon dall'orologiaio di Beauvais Auguste-Lucien Vérité.

## Descrizione

### Architettura
La cattedrale metropolitana di San Giovanni ha la particolarità di essere costruita su una base romano-renana, con due absidi contrapposte alle due estremità della navata centrale, affiancata da due navate laterali con quella settentrionale scandita da numerose cappelle.

### Esterno

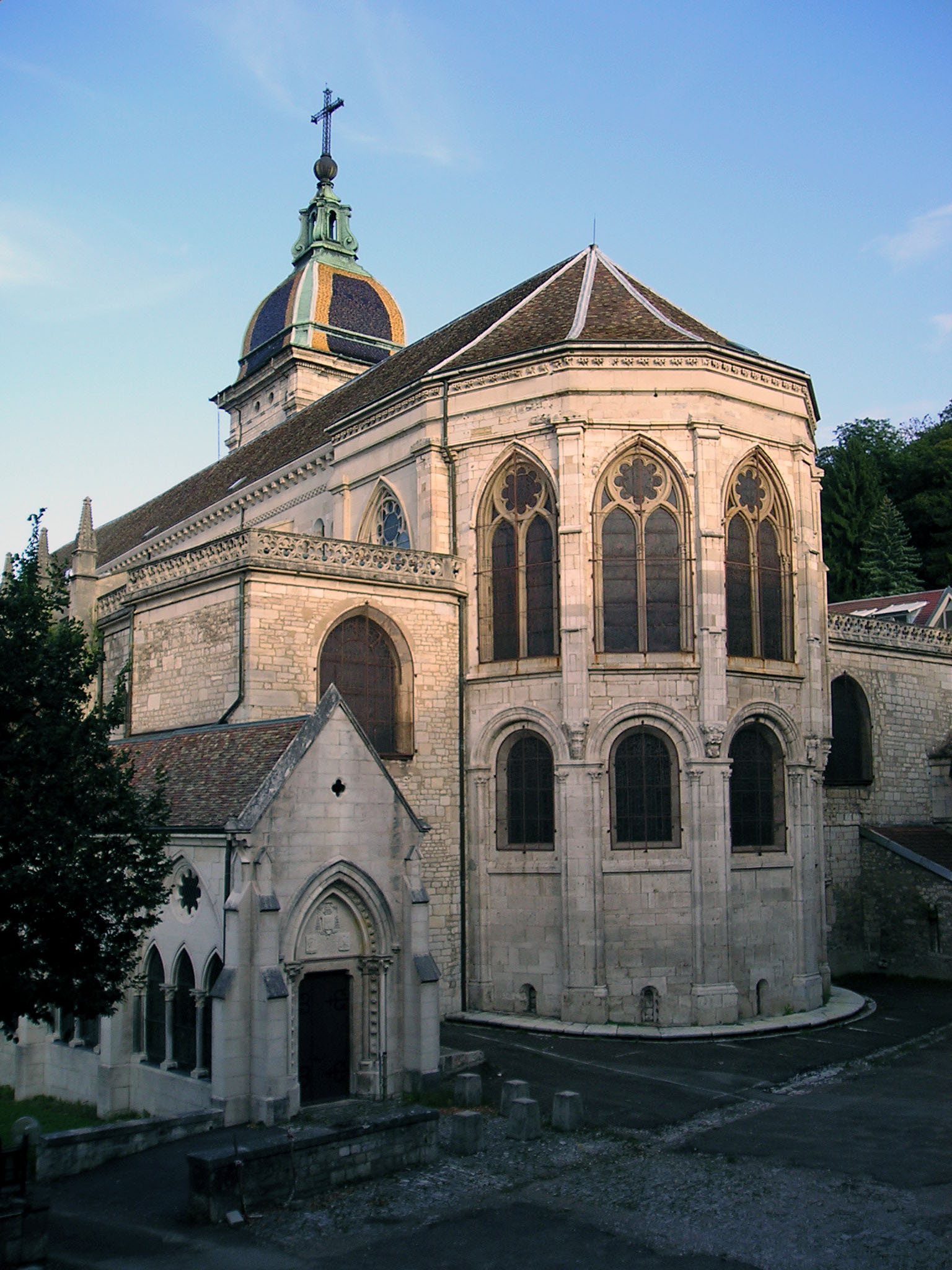
Esterno dell'abside orientale

La facciata della cattedrale è decentrata, situata lungo il fianco destro della chiesa, all'altezza della seconda campata interna della navata laterale di destra. Il prospetto è in stile barocco, con paramento murario costituito da grandi blocchi di pietra. L'ingresso consta in un grande portale con arco a tutto sesto con la chiave di volta decorata con due teste di angeli. Ai lati del portale, vi sono due alte colonne ioniche scanalate, anch'esse in blocchi di pietra, che sorreggono un frontone circolare spezzato. Sopra il portale, si apre un rosone circolare sormontato da un tondo all'interno del quale si trova un bassorilievo raffigurante San Giovanni evangelista. La facciata termina con coronamento piano decorato da un festone e sormontato da due fiaccole in marmo.
Sul lato opposto della chiesa rispetto alla facciata, si eleva la torre campanaria barocca, con copertura a cupola à impériale con piccola lanterna sormontata da croce in ferro. Il campanile, costruito nel 1734, è a pianta quadrata ed ospita un carillon di dieci campane, con la più antica risalente al 1787.
Sul fianco della cattedrale si apre anche un portale neogotico leggermente strombato recante gli stemmi del cardinale Jacques-Marie-Adrien-Césaire Mathieu, arcivescovo di Besançon tra il 1834 e il 1875, della città e dell'arcidiocesi.

### Interno

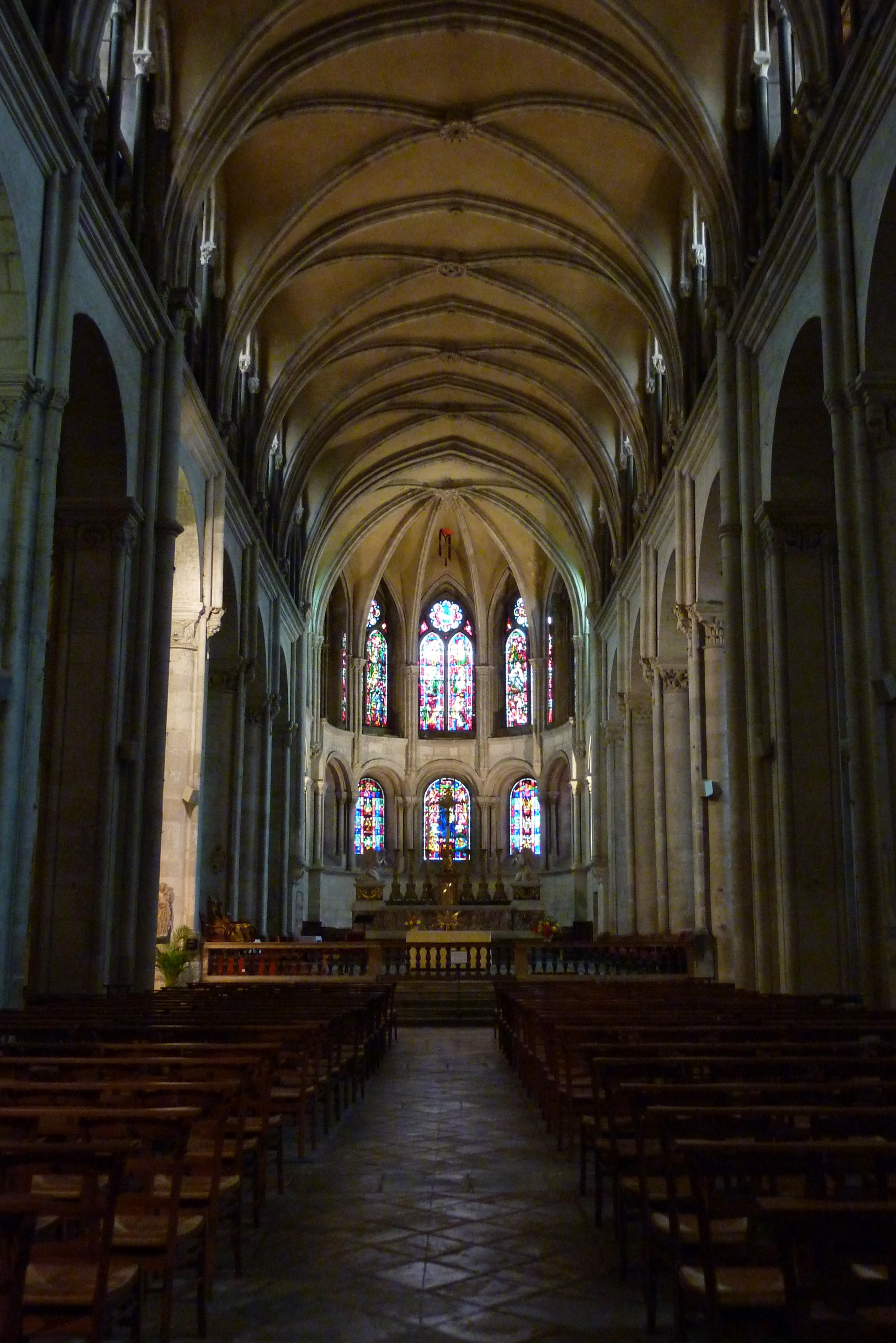
Interno verso est

L'interno della cattedrale metropolitana di San Giovanni presenta ancora la caratteristica struttura originaria con le due absidi contrapposte. La chiesa è priva di transetto ed ha l'aula divisa in tre navate di diverse dimensioni, con le due laterali gemelle e la centrale più grande e più alta, divise da due file di archi a tutto sesto poggianti su semicolonne corinzie lisce appoggiate a pilastri quadrangolari; le tre navate sono coperte con volta a crociera. Le pareti laterali presentano uno schema ricorrente in tutte le campate, con un'alta trifora gotica sorretta da esili colonnine dietro la quale si trovano due ordini di romaniche, quello inferiore con vetrate policrome raffiguranti santi e quello superiore con vetrate trasparenti.
Lungo la navata settentrionale si apre una serie di cappelle laterali. In quella di San Pietro si trova la cosiddetta Rose de Saint-Jean, mensa d'altare circolare in marmo, proveniente dall'antica cattedrale di Santo Stefano e consacrata nel 1050 da papa Leone IX. La cappella Boitouset è caratterizzata dall'apparato decorativo tardo-rinascimentale delle pareti e del soffitto, risalente al 1628-1637, e dalla presenza, sull'altare, del dipinto della Madonna dei Giacobini (1791).
L'abside orientale, anche chiamata coro liturgico, ospita il presbiterio. Essa, a differenza dell'abside occidentale, presenta ancora in modo evidente i caratteri romanici gotici originari: le pareti, infatti, sono divise in due ordini sovrapposti, con quello inferiore che si apre sull'esterno con monofore a tutto sesto e quello superiore con bifore ogivali. Il presbiterio, rialzato di alcuni gradini rispetto al resto della chiesa, è cinto da una balaustra marmorea ed ospita l'altare maggiore barocco in marmi policromi e, sulla sinistra, la cattedra episcopale.
L'abside occidentale, anche detta del Santo Sudario è, invece, in stile barocco, con un elaborato pavimento in marmi policromi e mosaico. A ridosso della parte fondale, si trova l'altare, costruito per ospitare il Santo Sudario, copia del XVIII secolo identica alla Sacra Sindone di Torino andata perduta durante la Rivoluzione francese. L'ancona è costituita da un dipinto raffigurante la Resurrezione di Gesù (1750 circa), opera di Charles-André van Loo, e da un gruppo scultoreo raffigurante un Angelo crucifero. Alle pareti dell'abside, ai lati dell'altare, vi sono sei tele: da sinistra, il Martirio di Santo Stefano (1750) di Jean-François de Troy; Cristo nell'Orto degli ulivi (1751) di Jean-François de Troy; la Deposizione nel Sepolcro (1751) di Charles-Joseph Natoire; la Deposizione dalla Croce (terzo quarto del XVIII secolo) di Charles-Joseph Natoire), Gesù che porta la Croce (1751) di Jean-François de Troy; la Predicazione di San Ferreolo e San Ferruccio (1754) di Charles-Joseph Natoire. Tutti i dipinti dell'abside occidentale sono monumento storico di Francia del 1992.
Nella base del campanile, si trova il pregevole orologio astronomico, del XIX secolo. Degni di nota sono la tomba ed il monumento funebre dell'arcivescovo di Besançon Ferry Carondelet, canonico e consigliere particolare di Carlo V e una Pietà del XVI secolo, opera di Conrat Meit.
Nella cattedrale è esposto anche il dipinto su tavola Madonna col Bambino e santi, realizzato dal toscano Fra Bartolomeo nel 1512 per l'antica cattedrale di Santo Stefano di Besançon e trasferito nella sede attuale nel 1669.

### Organi a canne
Nella cattedrale si trovano due organi a canne.
Lo strumento principale è collocato in corpo unico su cantoria, nella sesta campata della navata laterale destra, con positivo tergale; venne costruito da Victor Gonzalez nel 1987 ed è stato restaurato da Michel Formentelli nel 2016. L'organo è a trasmissione mista e dispone di 53 registri (dei quali 45 reali); la sua consolle, a finestra, ha quattro tastiere e pedaliera.
Un secondo strumento si trova a pavimento sotto l'ultima arcata tra navata centrale e navata laterale sinistra, ed è il frutto della ricostruzione operata da Alfred Kern nel 1982 di un organo costruito nel 1765 da Charles Riepp e successivamente più volte modificato; è a trasmissione integralmente meccanica ed ha 22 registri su due manuali e pedale.

## Personaggi noti inumati
- Ferry Carondelet: XVI secolo tomba e monumento funebre, arcivescovo di Besançon e consigliere particolare di Carlo V
- Louis-François-Auguste de Rohan-Chabot (1788 – 1833), arcivescovo di Besançon, duca e cardinale

Nelle cripte:
- Ugo I de Salins: XI secolo, arcivescovo di Besançon, principe dell'impero tedesco, legato di Papa Nicola II
- Rinaldo I di Borgogna (986 – 1057), conte palatino di Borgogna
- Guglielmo I di Borgogna (1020 – 1087), conte palatino di Borgogna e padre di papa Callisto II
- Rinaldo III di Borgogna (1093 – 1148), conte palatino di Borgogna
- Ottone I di Borgogna (1170 – 1200), conte palatino di Borgogna e conte del Lussemburgo

## Galleria d'immagini

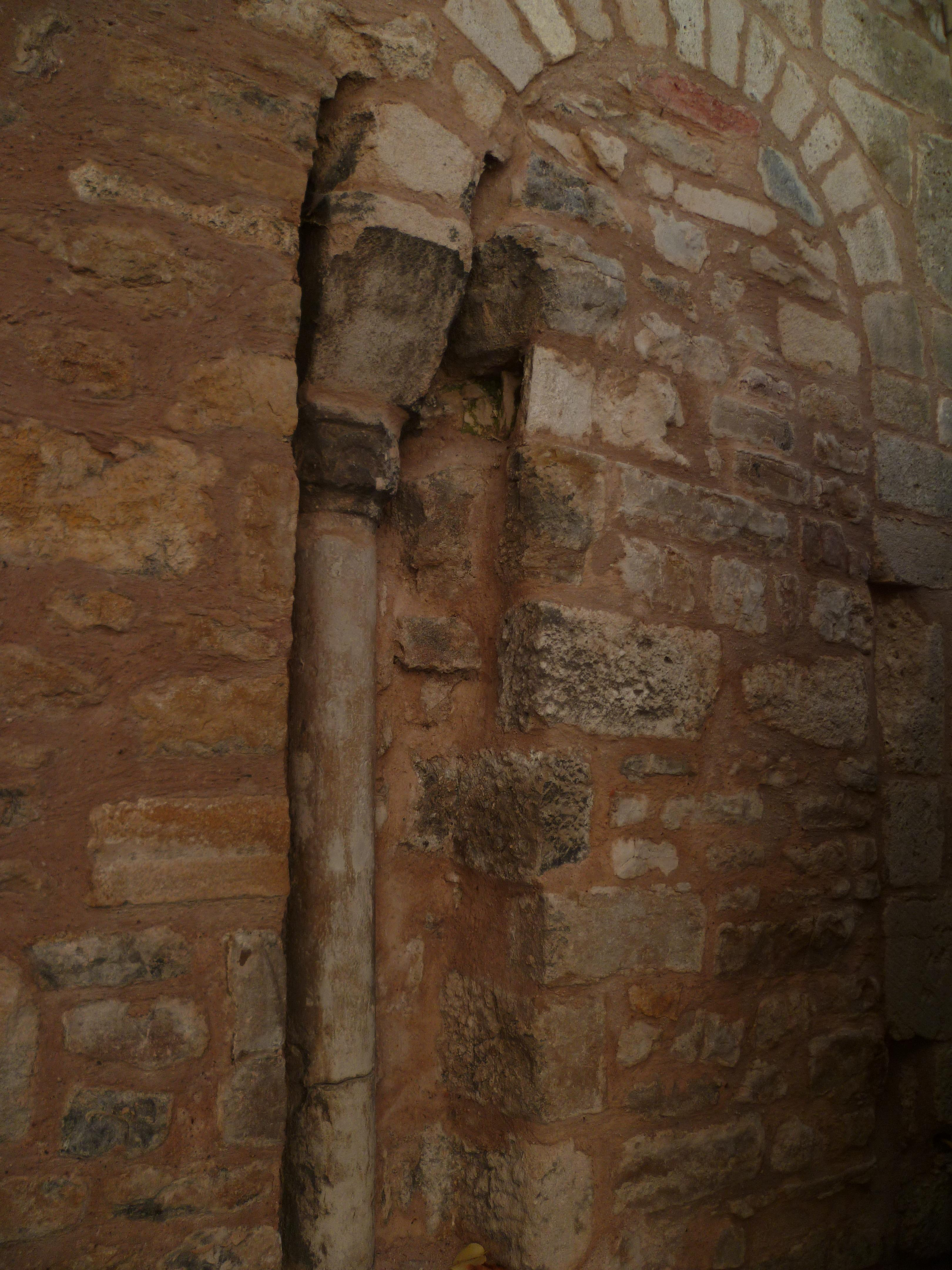
Resti del chiostro dell'XI secolo
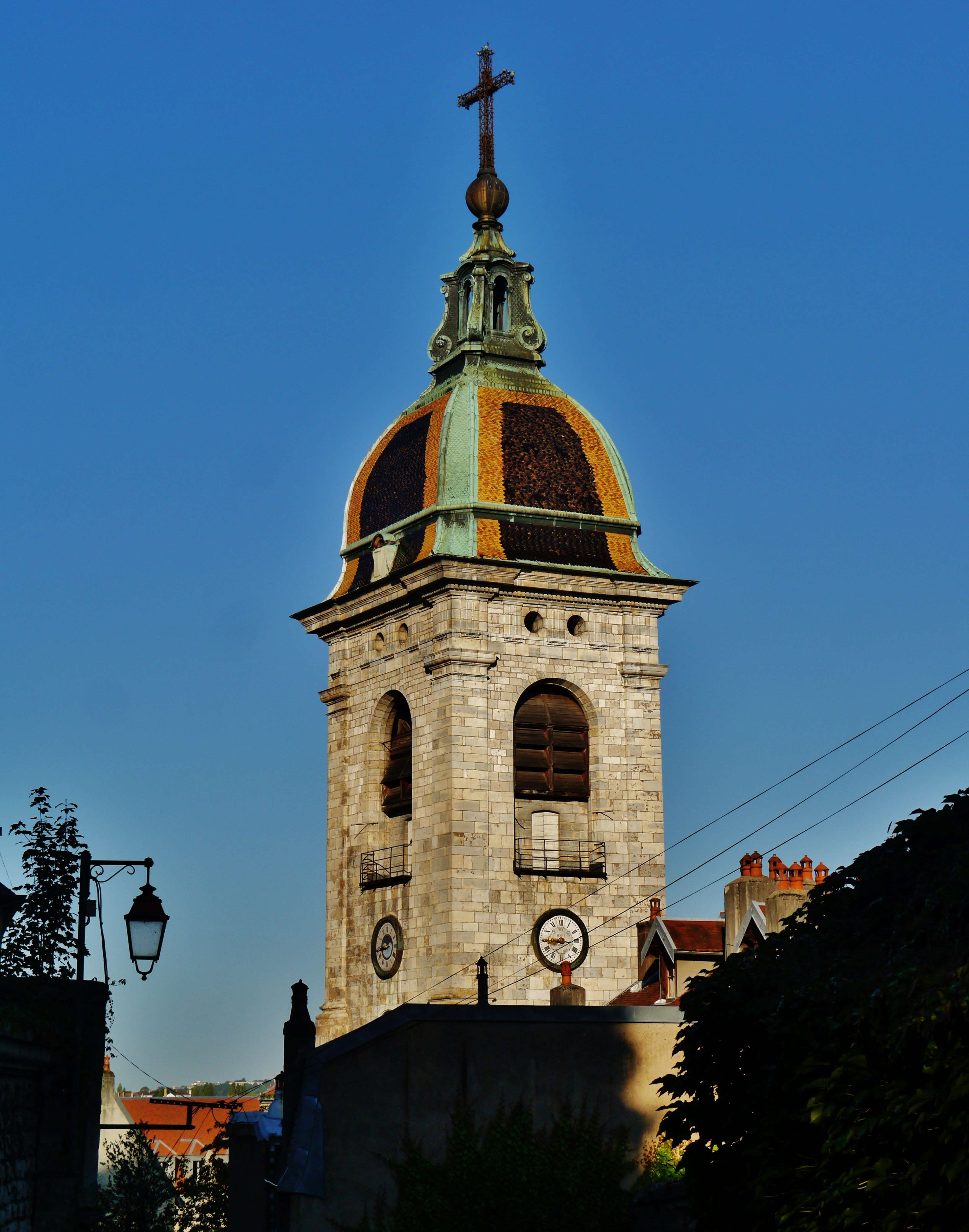
Il campanile
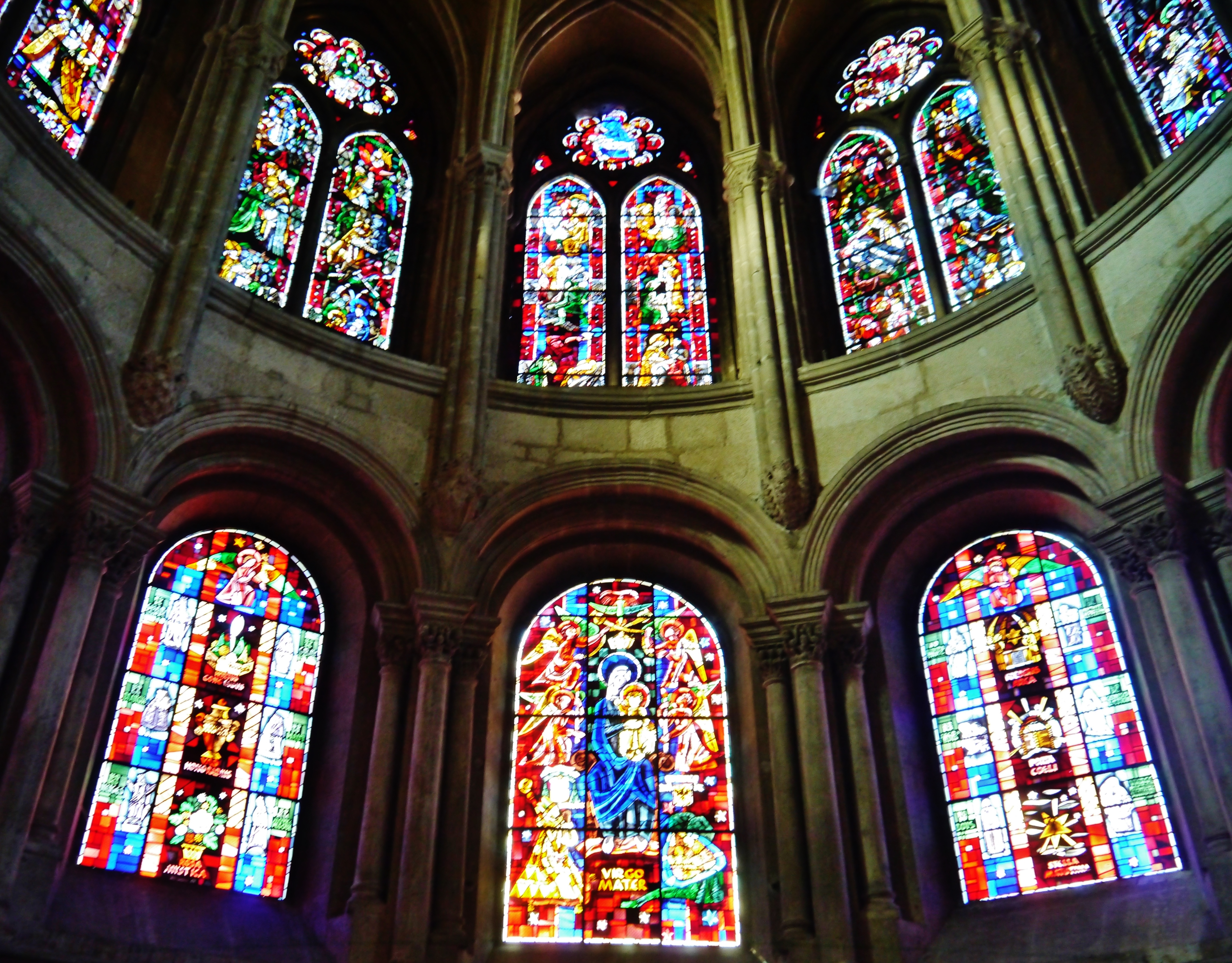
Vetrate dell'abside orientale
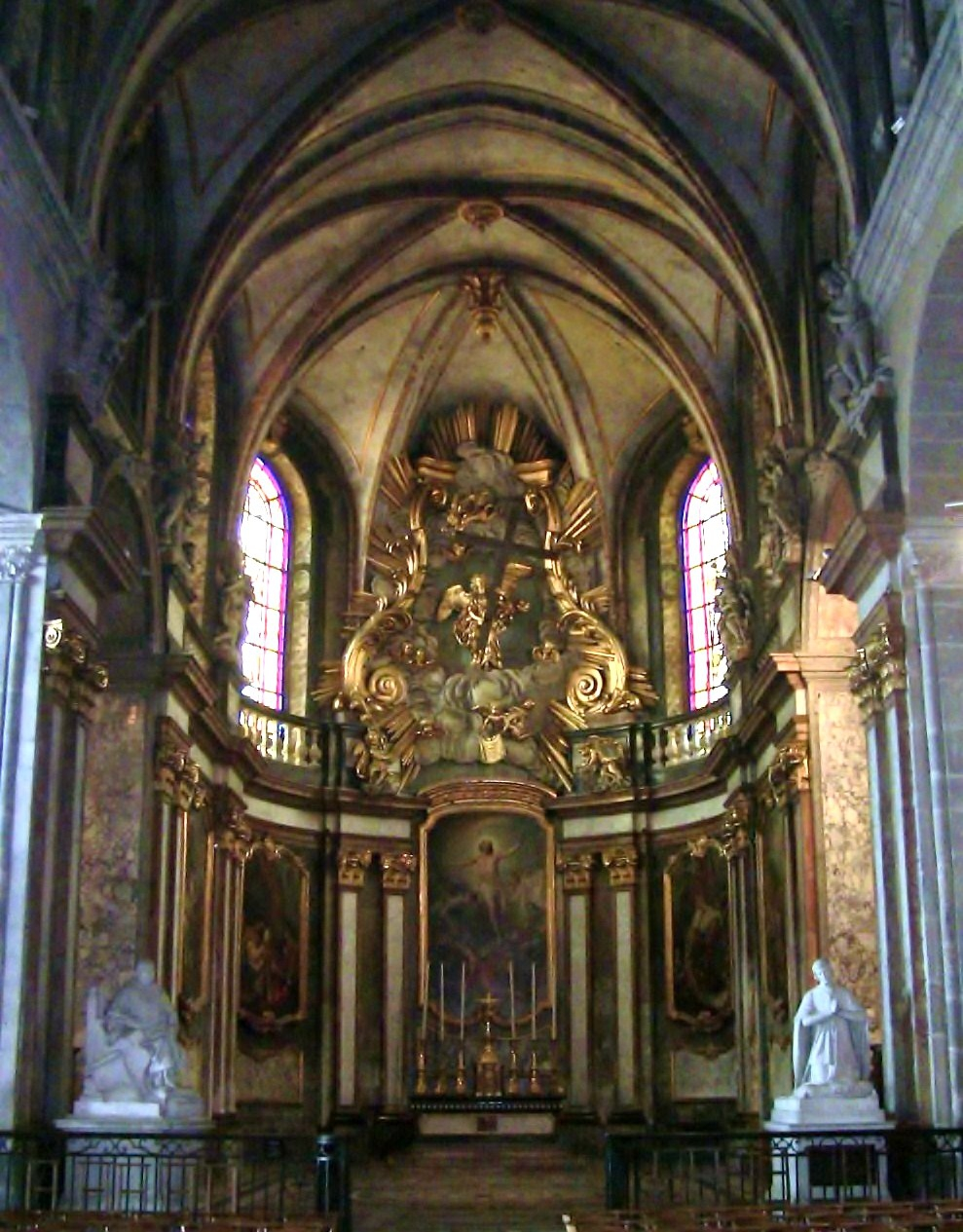
Interno dell'abside occidentale
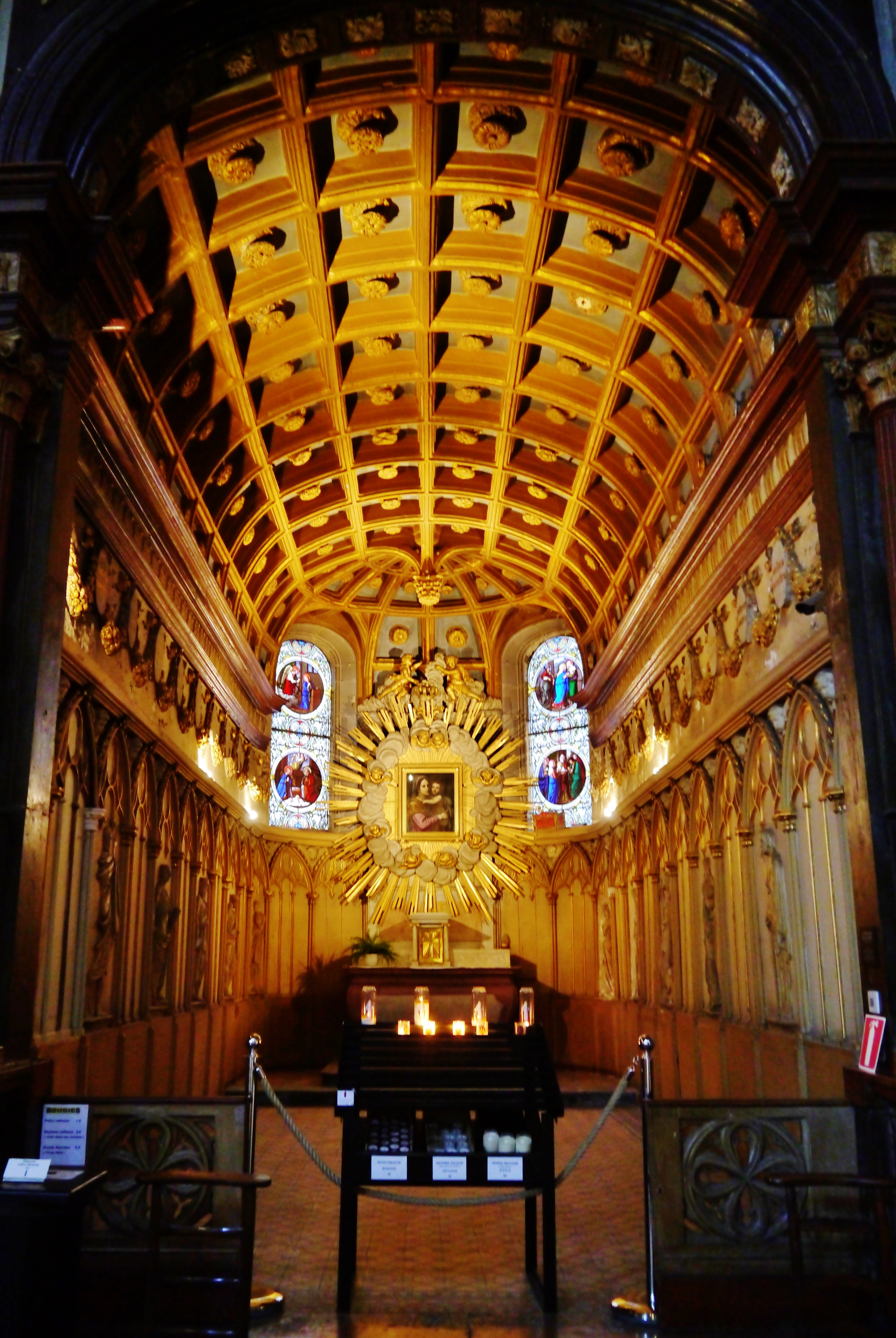
Cappella Boitouset
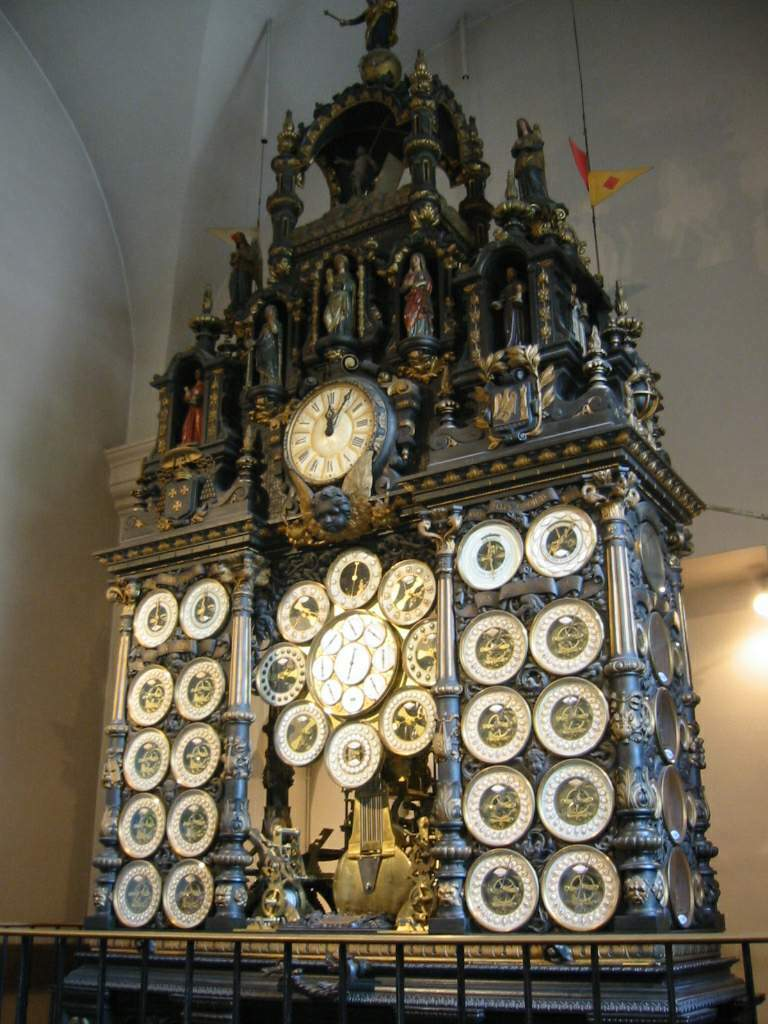
Orologio astronomico
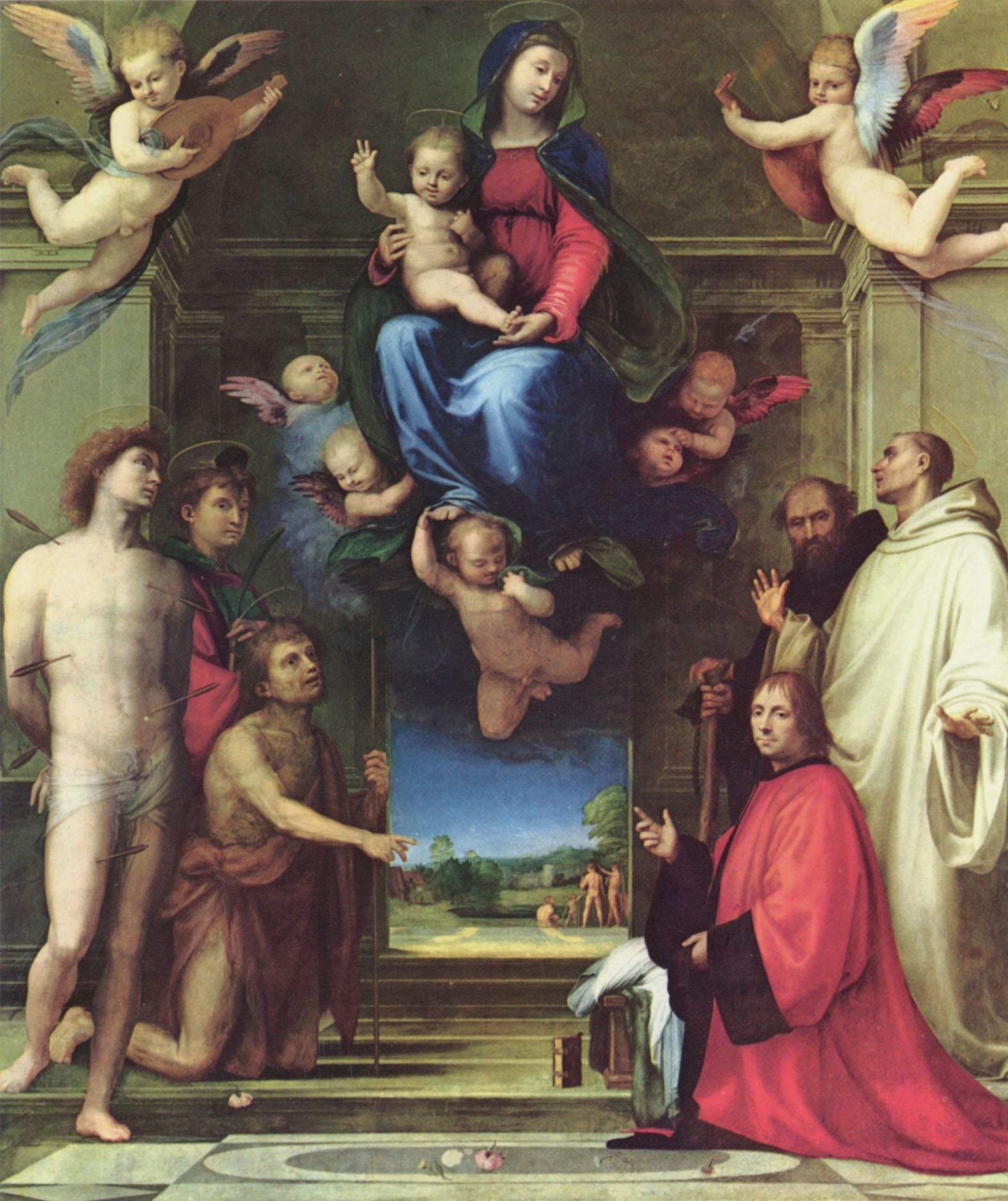
Fra Bartolomeo, Madonna col Bambino e santi (1512)
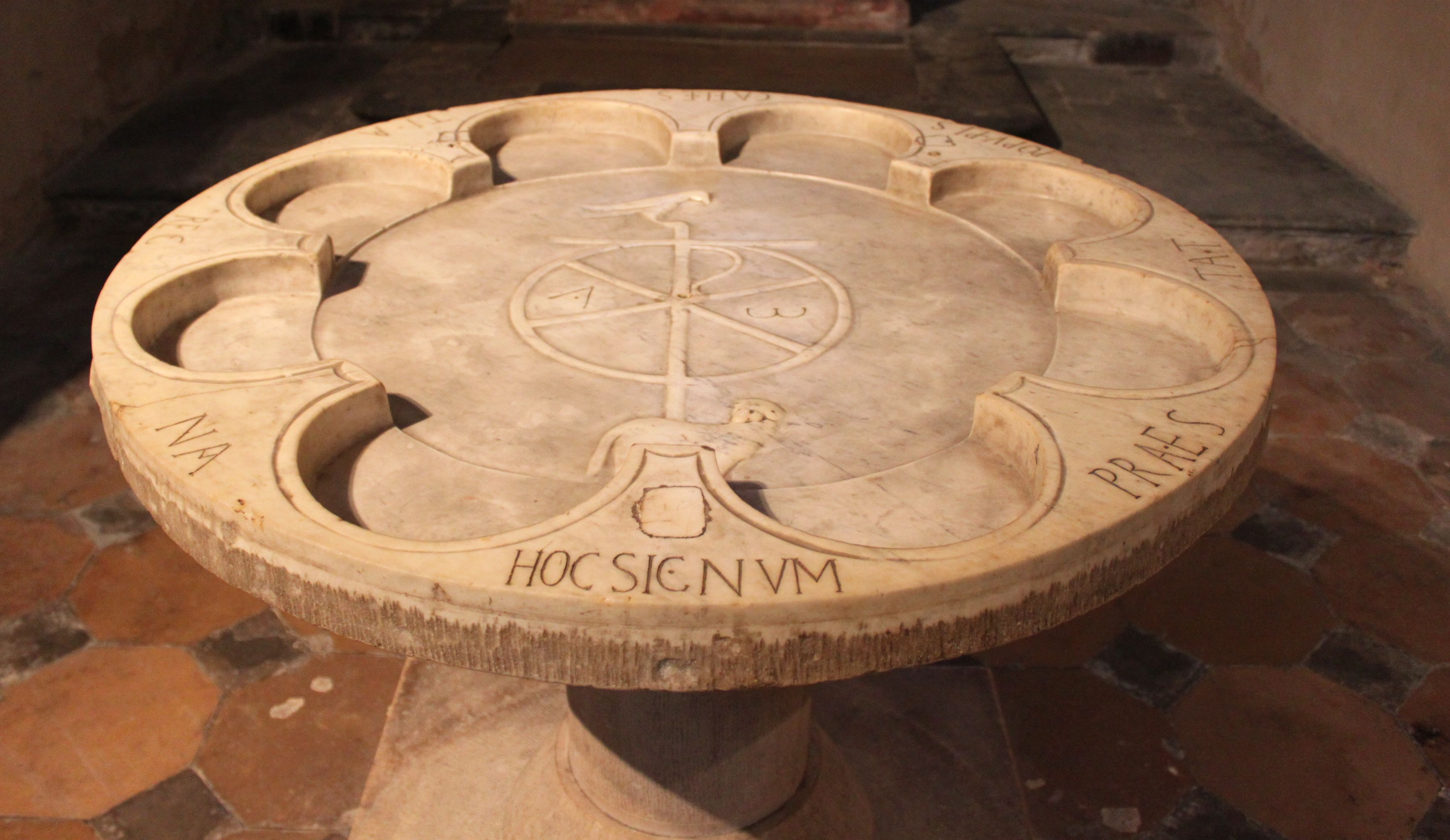
La Rose de Saint-Jean